# Igor Gabilondo
Igor Gabilondo del Campo (født 10. februar 1979 i San Sebastián, Spanien) er en tidligere spansk fodboldspiller, der spillede som midtbanespiller senest hos AEK Larnaca.